# Lenore Harney
Dr. Jean Lenore Harney (Saint Kitts, 14 april 1925 – Saint Kitts, 24 juni 2020) was een arts en volksgezondheidsdeskundige uit Saint Kitts en Nevis. Ze wordt beschouwd als de eerste vrouwelijke arts afkomstig uit Saint Kitts, Nevis en Anguilla en was een vooraanstaand figuur in de ontwikkeling van openbare gezondheidszorg in het Caribisch gebied. Ze werd internationaal erkend als autoriteit op het gebied van preventieve geneeskunde binnen de Verenigde Naties, met name via haar werk bij de WHO en PAHO. In de jaren 1960 werd zij tevens de eerste vrouwelijke piloot van Saint Kitts en Nevis.

## Biografie

### Jeugd en opleiding
Lenore Harney werd geboren in Saint Kitts als jongste van vijf dochters. Haar ouders waren zakenman John Leonard Harney en zijn vrouw Mae. Ze volgde zowel lager als middelbaar onderwijs in Saint Kitts, waar ze uitblonk als leerling van de Girls' High School.
In 1942 won zij als eerste vrouwelijke student uit Saint Kitts en Nevis de prestigieuze Leeward Islands Scholarship, de enige beschikbare studiebeurs voor de regio. Deze werd toegekend aan de student met de beste resultaten bij de Cambridge School Certificate Examinations. Het was een bijzondere prestatie, in een tijd waarin onderwijs gedomineerd werd door mannelijke studenten. Met de studiebeurs kon Harney studeren aan de Universiteit van Liverpool in het Verenigd Koninkrijk.

### Carrière
Na haar afstuderen werd zij de eerste vrouwelijke arts uit Saint Kitts, Nevis en Anguilla. Ze keerde terug naar Saint Kitts en werkte enkele jaren in het Cunningham Hospital in de hoofdstad Basseterre. Vervolgens vervolgde zij haar studie aan de Harvard-universiteit, waar zij zich specialiseerde in Public Health Medicine (openbare gezondheidszorg).
Dr. Harney werkte tussen 1960 en 1969 als Senior Medical Officer in Barbados. Daarna was zij actief voor de Pan-Amerikaanse Gezondheidsorganisatie (PAHO) en de Wereldgezondheidsorganisatie (WHO), waarbij zij van 1969 tot 1974 meerdere Caribische en Midden-Amerikaanse landen vertegenwoordigde. Ze speelde een leidende rol in de implementatie van BMR- en poliovaccinatieprogramma’s in de regio. Zij werd beschouwd als een "internationaal gerespecteerde autoriteit op het gebied van preventieve geneeskunde en volksgezondheid binnen de Verenigde Naties".
Na haar werkzaamheden bij PAHO en WHO keerde zij terug naar Barbados, waar zij meer dan tien jaar lang de functie bekleedde van Chief Medical Officer.

### Persoonlijk
Zij was een fervent pleitbezorger van vrouwenrechten en stond bekend om haar gevoel voor humor en liefde voor reizen. Ze schreef twee boeken en verschillende korte verhalen. In de jaren zestig behaalde ze haar privépilotenlicentie in Barbados, waarmee zij de eerste vrouwelijke piloot werd uit Saint Kitts en Nevis. Dr. Harney sprak meerdere talen, waaronder Spaans en Frans. Rond tachtigjarige leeftijd begon zij Mandarijn te leren aan de Taiwanese ambassade in Saint Kitts.
In 2004 publiceerde Harney het boek That I May Remember: The History of the St. Kitts-Nevis Girls High School, een historische en persoonlijke terugblik op haar voormalige middelbare school. De publicatie viel samen met het 75-jarig jubileum van de school en werd gelanceerd aan de University of the West Indies, Cave Hill Campus. Met dit werk bracht Harney een eerbetoon aan haar alma mater en aan de rol die de school speelde in de ontwikkeling van jonge vrouwen in de Oostelijke Caraïben. Haar inzet om het erfgoed van de school te bewaren werd door oud-leerlingen en regionale media geprezen als een belangrijke bijdrage aan de geschiedschrijving van het West-Indisch onderwijs.
Op hoge leeftijd trouwde ze met de gepensioneerde zakenman Sydney Blake. Ze verdeelde haar tijd tussen haar woningen in Saint Kitts en Barbados tot haar overlijden op 24 juni 2020. Dr. Harney werd 95 jaar oud. Haar begrafenis vond plaats op 6 juli 2020. Vanwege de corona-pandemie konden hierbij niet veel mensen aanwezig zijn. Haar begrafenis werd online uitgezonden door The Pro-Cathedral and Parish of St. George with St. Barnabas, een Anglicaanse kerk in Brasseterre.

## Erkenning
In 1994 werd dr. Harney onderscheiden door de Caribbean Public Health Association voor haar toewijding aan de volksgezondheid in de regio. 
Tijdens het 82-jarig jubileum van de St. Kitts-Nevis Girls High School op 16 oktober 2011 werd dr. Lenore Harney geëerd als een van de meest vooraanstaande oud-leerlingen van de school. Bij een herdenkingsdienst in de Wesley Methodist Church in Basseterre werd zij in het bijzonder herdacht als de eerste leerlinge van de school die de prestigieuze Leeward Islands Scholarship won en later de eerste vrouwelijke arts van Saint Kitts en Nevis werd. Haar prestaties werden gezien als een doorbraak in een tijd waarin het onderwijs in de regio gedomineerd werd door mannelijke studenten. In toespraken werd verwezen naar haar internationale loopbaan, evenals haar bijdrage aan de geschiedschrijving van de school via haar boek That I May Remember.
Dr. Harney wordt vaak genoemd als pionier in de geschiedenis van Saint Kitts en Nevis. In een overzicht uit 2023 werd zij bijvoorbeeld erkend als een van de vijf vrouwen uit het land die als eerste belangrijke doorbraken realiseerden op het gebied van onderwijs, geneeskunde en luchtvaart.

## Publicaties
- 1958. Congenital syphilis: a case report. The West Indian medical journal, 7(2), 137-138.
- 1965. The problem of gonorrhoea control in Barbados. The West Indian medical journal, 154-7.
- 1966. Met K.L. Standard en H.G. Lovell. Heights and Weights of Barbadian School Children. British journal of preventive and social medicine. 20(3):135–40.
- 1983. Message for World Health Day. Barbados: Ministry of Health.
- 1990. Met Phyllis Roett en Samuel A. Wendell. Situational Analysis of St. Vincent and the Grenadines. UNICEF. Caribbean Area Office.
- 1992. Met Phyllis Roett en Samuel A. Wendell. Situation Analysis of Women and Children in the Commonwealth of Dominica. UNICEF. Caribbean Area Offices.
- 1992. Met Phyllis Roett en Samuel A. Wendell. Situation Analysis of Children and Women in Montserrat. UNICEF. Caribbean Area Offices.
- 1992. Met Phyllis Roett en Samuel A. Wendell. Situation Analysis of Children and Women in the British Virgin Islands. UNICEF. Caribbean Area Office.
- 2004. That I May Remember: The History of the St. Kitts-Nevis Girls High School. ISBN 9789768081490
- 2009. Met John Syson. Shake, Rattle and Roll: The Story of the Barbados Railway 1846-1937. ISBN 9789768215888